# Đại hội Thể thao Idol 2017 - Giải vô địch aerobic, điền kinh, bắn cung, thể dục nhịp điệu
Đại hội Thể thao Idol 2017 - Giải vô địch aerobic, điền kinh, bắn cung, thể dục nhịp điệu (tiếng Hàn: 2017 아이돌스타 육상 양궁 리듬체조 에어로빅 선수권 대회) được tổ chức tại nhà thi đấu Goyang Gymnasium, thành phố Goyang, Hàn Quốc vào ngày 16 tháng 1 năm 2017 và được phát sóng trên kênh MBC vào ngày 30 tháng 1 năm 2017 lúc 17:15 (KST) với 2 tập.

## Thành phần tham gia

### Dẫn chương trình
Jun Hyun-moo, Jung Eun-ji và Lee Soo-geun là MC của chương trình.

### Vận động viên
- Các thành viên của các nhóm nhạc nam Hàn Quốc:
  - ASTRO, B.A.P, B1A4, BTS, EXO, Imfact, KNK, Madtown, Monsta X, NCT 127, NU'EST, SEVENTEEN, SF9, Snuper, Teen Top, UP10TION, VICTON, VIXX
- Các thành viên của các nhóm nhạc nữ Hàn Quốc:
  - AOA, Berry Good, Brave Girls, Cosmic Girls, EXID, Fiestar, GFriend, Gugudan, Hello Venus, HEYNE, Jeon Min-kyung, Laboum, Lovelyz, Melody Day, MIXX, Oh My Girl, Red Velvet, Rui (H.U.B), Sonamoo, TWICE

## Tóm tắt chương trình
Các thần tượng đến từ các nhóm nhạc K-pop cạnh tranh với nhau để giành huy chương trong các môn thể thao. Trong giải năm nay, có tổng cộng 8 nội dung (4 trong điền kinh, 2 trong bắn cung, 1 trong thể dục nhịp điệu và 1 trong aerobics) được chia thành: 4 cho nam và 4 cho nữ. Có 194 thần tượng tham gia, được chia thành 38 đội dựa trên nhóm nhạc của họ.

## Kết quả

### Nam
Điền kinh
| Nội dung              | Vàng                                                                           | Bạc                                                      | Đồng                                             |
| --------------------- | ------------------------------------------------------------------------------ | -------------------------------------------------------- | ------------------------------------------------ |
| 60m đơn nam           | Woosung (Snuper)                                                               | Moon Bin (ASTRO)                                         | Han Seung-woo (VICTON)                           |
| 4 × 100m đồng đội nam | Jeonghan (SEVENTEEN) Mingyu (SEVENTEEN) S.Coups (SEVENTEEN) Wonwoo (SEVENTEEN) | J-Hope (BTS) Jungkook (BTS) Rap Monster (BTS) Suga (BTS) | Hongbin (VIXX) Hyuk (VIXX) Ken (VIXX) Leo (VIXX) |

Aerobics
| Nội dung     | Vàng  | Bạc       | Đồng   |
| ------------ | ----- | --------- | ------ |
| Đồng đội nam | ASTRO | SEVENTEEN | Snuper |

Bắn cung
| Nội dung     | Vàng                                       | Bạc                                                  | Đồng  |
| ------------ | ------------------------------------------ | ---------------------------------------------------- | ----- |
| Đồng đội nam | CNU (B1A4) Gongchan (B1A4) Jinyoung (B1A4) | Jun (SEVENTEEN) Vernon (SEVENTEEN) Woozi (SEVENTEEN) | Không |

### Nữ
Điền kinh
| Nội dung              | Vàng                                                                         | Bạc                                                 | Đồng                                                          |
| --------------------- | ---------------------------------------------------------------------------- | --------------------------------------------------- | ------------------------------------------------------------- |
| 60m đơn nữ            | Rui (H.U.B)                                                                  | Yuju (GFriend)                                      | Binnie (Oh My Girl)                                           |
| 4 × 100 m đồng đội nữ | Binnie (Oh My Girl) Hyojung (Oh My Girl) Jiho (Oh My Girl) YooA (Oh My Girl) | Hani (EXID) Hyelin (EXID) Jeonghwa (EXID) LE (EXID) | SinB (GFriend) Sowon (GFriend) Yerin (GFriend) Yuju (GFriend) |

Thể dục nhịp điệu
| Nội dung | Vàng             | Bạc   | Đồng                      |
| -------- | ---------------- | ----- | ------------------------- |
| Đơn nữ   | Cao Lu (Fiestar) | Không | Cheng Xiao (Cosmic Girls) |
| Đơn nữ   | Mina (TWICE)     | Không | Cheng Xiao (Cosmic Girls) |

Bắn cung
| Nội dung    | Vàng                                           | Bạc                                       | Đồng  |
| ----------- | ---------------------------------------------- | ----------------------------------------- | ----- |
| Đồng đội nữ | Eunha (GFriend) Umji (GFriend) Yerin (GFriend) | Hani (EXID) Hyelin (EXID) Jeonghwa (EXID) | Không |

## Tỷ suất người xem
| Tập | Ngày phát sóng      | Tỷ suất theo TNmS | Tỷ suất theo TNmS | Tỷ suất theo AGB Nielsen | Tỷ suất theo AGB Nielsen |
| Tập | Ngày phát sóng      | Toàn quốc         | Vùng thủ đô Seoul | Toàn quốc                | Vùng thủ đô Seoul        |
| --- | ------------------- | ----------------- | ----------------- | ------------------------ | ------------------------ |
| 1   | 30 tháng 1 năm 2017 | 8,3%              | 9,5%              | 9,3%                     | 9,4%                     |
| 2   | 30 tháng 1 năm 2017 | 10,5%             | 12,2%             | 11,8%                    | 12,3%                    |